# بيت العرمزة (بني العوام)

تعديل مصدري - تعديل

بيت العرمزة هي إحدى قرى عزلة بني القدمي بمديرية بني العوام التابعة لمحافظة حجة، بلغ تعداد سكانها 79 نسمة حسب تعداد اليمن لعام 2004.